# Annick Thoumazeau
Annick Thoumazeau (* 1960 in Fréjus) ist eine französische Sängerin.

## Leben und Wirken
Erste Aufmerksamkeit erregte sie in Frankreich mit dem Chanson Pour l’amour, der in der Mittelalterserie La chambre des dames des Senders TF1 zu hören war. Ein Jahr später wurde sie beauftragt, ihr Land beim Concours Eurovision de la Chanson 1984 in Luxemburg zu vertreten. Sie erreichte mit dem Chanson Autant d’amoureux que d’étoiles den achten Platz.
Mit Mon ami, Bisounours, einer Filmmusik für den Zeichentrickfilm Les Bisounours, erschien noch eine dritte Single von ihr im Jahre 1986.